# Frédéric Gugelot
Pour les articles homonymes, voir Gugelot.
Frédéric Gugelot est un historien français, spécialiste d'histoire culturelle et religieuse, professeur d'histoire contemporaine à l'université de Reims. Ses recherches portent sur les conversions au catholicisme, la figure de l'intellectuel catholique et celle du prêtre.

## Biographie
Frédéric Gugelot, est originaire d'Aubigny-en-Artois dans le Pas-de-Calais, où il fréquente le collège Jean-Monnet.
Élève au lycée Robespierre à Arras (1980-83), puis étudiant à l'université Lille-III, il soutient, en 1987, un mémoire de maîtrise d'histoire : « Violence et comportement en Flandre au début de la période française : 1670-1697 », sous la direction d'Alain Lottin et de Robert Muchembled.
Il s'oriente alors vers l'histoire contemporaine des métamorphoses au sein des milieux intellectuels catholiques. Il rédige son mémoire de D.E.A. sous la direction d'Étienne Fouilloux : « Conversions au catholicisme en milieu intellectuel, 1880-1930 » (1991).
Agrégé d'histoire, il soutient sa thèse de doctorat en 1997, à l'université Lyon 2 (Lumière). Après avoir été maître de conférences (1998), puis avoir obtenu son habilitation, il est professeur depuis 2014, à l'université de Reims. Il est membre du comité de rédaction des Archives de sciences sociales des religions et membre du comité scientifique de la Fondazione per le scienze religiose Giovanni XXIII. 
Frédéric Gugelot est l'auteur d'un ouvrage de référence sur la conversion des intellectuels au catholicisme, publié par le CNRS en 1998, en 2007 et actualisé en 2010.

## Publications

### Ouvrages
- La Conversion des intellectuels au catholicisme en France, (1885-1935), CNRS éditions, 1998, 2007, 2010.
- La messe est dite. Le prêtre et la littérature d’inspiration catholique en France au XXe siècle, Presses universitaires de Rennes, 2015.

### En collaboration

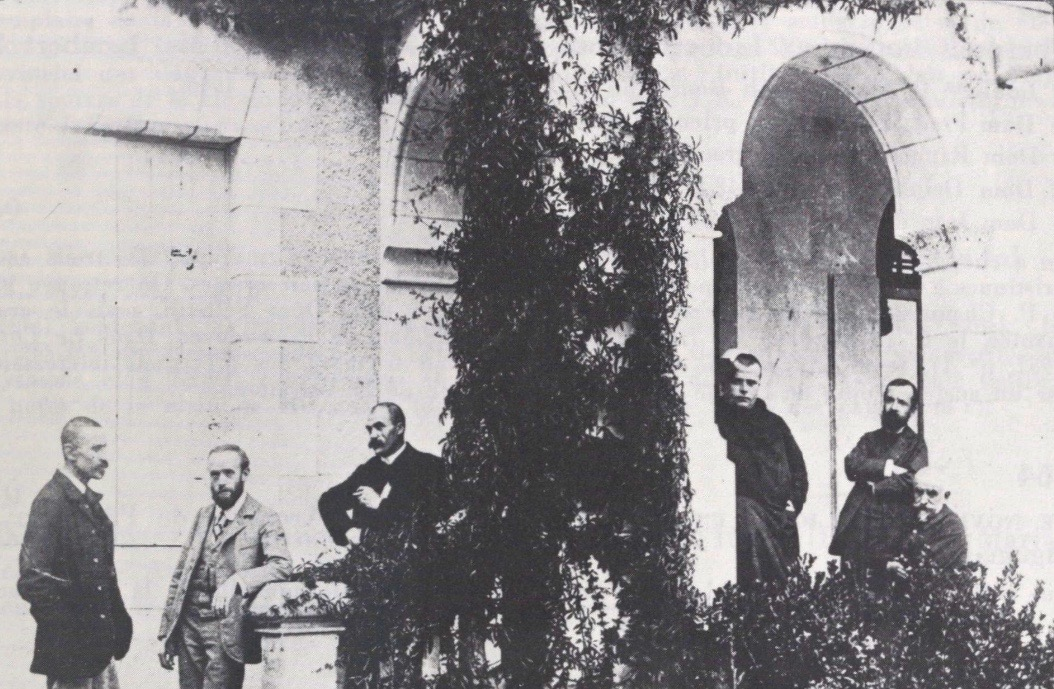
Huysmans à Ligugé, vers 1900.

- Les Conversions comme formes et figures de la métamorphose. Mutations et transferts culturels, Frédérique Desbuissons, Frédéric Gugelot et Marie-Claude Genet-Delacroix (dir.), L'Harmattan, 2002.
- Passion de la découverte, culture de l'échange : mélanges offerts à Nicole Moine et Claire Prévotat, Frédéric Gugelot, Bruno Maes, Franck Collard, Langres, 2005.
- La Croix et la Bannière. L’écrivain catholique en francophonie (XVIIe – XXe siècles), Alain Dierkens, Frédéric Gugelot, Fabrice Preyat et Cécile Vanderpelen-Diagre (dir.), coll. Problèmes d’histoire des religions, éditions de l’Université de Bruxelles, 2007.
- Étienne Fouilloux et Frédéric Gugelot (dir.), Introduction « Jésuites et littérature au XXe siècle » et article « Sur la terre comme au ciel. De la légende noire au héros tiers-mondiste », Lyon, « Chrétiens et sociétés », juin 2011.
- Catholicisme en tensions, Céline Béraud, Frédéric Gugelot et Isabelle Saint-Martin (dir.), EHESS, 2012.
- Écrire l'histoire du christianisme contemporain : autour de l'œuvre d'Étienne Fouilloux, Annette Becker, Frédéric Gugelot, Denis Pelletier, Nathalie Viet-Depaule, éd. Karthala, 2013.

### Choix d'articles
- « Enseigner la Shoah en France », Tsafon, Revue d'histoire juive du Nord, n° 9-10, été-automne 1992, traduit en allemand "Die Shoah in Frankreich unterrichten" dans : Lange Thomas (dir. de), Judentum und judische Geschichte im Schulunterricht nach 1945, Wien-Kôln-Weimar, Bôhlau Verlag, 1994.
- « Donner sa foi, Henri Fournier, Jacques et Isabelle Rivière », Jacques Rivière et ses contemporains, Bulletin des amis de J. Rivière et Alain-Fournier, n° 92-93, 3e et 4e trimestre 1999.
- "Les récits de conversion à l'époque contemporaine", in Emmanuel Godo, La conversion religieuse, Paris, éd. Imago, 2000, p. 255-272.
- « Le temps des convertis, signe et trace de la modernité religieuse au début du XXe siècle », Archives de sciences sociales des religions', n° 119, juillet-septembre 2002, p. 45-64.
- "Qui croire ? L’anticléricalisme croyant au XXe siècle", Annales de l’Est, n° 1, 2007, p. 1-9.
- Frédéric Gugelot et Mercè Prats, « BOTTÉRO Jean », Dictionnaire biographique des frères prêcheurs [En ligne], Notices biographiques, B, mis en ligne le 04 décembre 2018. URL : https://journals.openedition.org/dominicains/1319